# ФК Петротрест (Санкт Петербург)
Петротрест е руски футболен отбор от Санкт Петербург. Състезава се във ФНЛ – втория ешелон на руския футбол.

## История
Петротрест е основан на 15 декември 2001 от едноименната строителна компания. В първия си сезон отборът играе в КФК и завършва на второ място. Получават професионален лиценз и на следващия сезон участват във Втора дивизия. През 2004, под ръководството на Сергей Виденеев питерци се класират на 1 дивизия. На следващия сезон „строителите“ завършват на предпоследното, 21 място и изпадат. През март 2007 на базата на Петротрест е възстановен Динамо (Санкт Петербург).
През ноември 2010 Леонид Цапу възражда Петротрест, след като напуска президентският пост на Динамо. Треньор става Леонид Ткаченко. През 2011/12 „строителите“ печелят втора дивизия и се класират за ФНЛ. На 2 април 2013 е обявено, че от следващия сезон отборът отново ще е Динамо.

## Известни играчи
- Дмитрий Белоруков
- Егор Шевченко
- Игор Зазулин
- Олег Дмитриев
- Алексей Бобров
- Карлос Лопез